# هون شوغي: نايتو 9 دان شوغي هيدن
هون شوغي: نايتو 9 دان شوغي هيدن (باليابانية:内藤九段将棋秘伝)، هي لعبة فيديو يابانية من نوع الشطرنج اليابانية، صدرت في الأسواق اليابانية بتاريخ 10 أغسطس 1985م، وتعمل حصراً على منصة فاملي كومبيوتر، ولعبة شوغو هي رياضة يابانية مشابهة للعبة شطرنج الشهيرة.